# Diamitosa moseri
Diamitosa moseri är en skalbaggsart som beskrevs av Kriesche 1927. Diamitosa moseri ingår i släktet Diamitosa och familjen långhorningar.
Artens utbredningsområde är Filippinerna. Inga underarter finns listade i Catalogue of Life.